# Moutiers-les-Mauxfaits
Moutiers-les-Mauxfaits là một xã ở tỉnh Vendée trong vùng Pays de la Loire, Pháp. Xã này có diện tích 9,23 km², dân số năm 2006 là 1630 người. Xã này nằm ở khu vực có độ cao trung bình 49 mét trên mực nước biển.

## Biến động dân số
| Năm | 1962 | 1968  | 1975  | 1982  | 1990  | 1999  | 2006  | 2008         |
| --- | ---- | ----- | ----- | ----- | ----- | ----- | ----- | ------------ |
| Dân số | 922  | 1 003 | 1 261 | 1 259 | 1 348 | 1 419 | 1 630 | 1 811 (est.) |
| From the year 1962 on: No double counting—residents of multiple communes (e.g. students and military personnel) are counted only once. |      |       |       |       |       |       |       |              |